# Élections générales honduriennes de 2025
Les élections générales au Honduras de 2025 se tiendront le 30 novembre 2025. Lors de ces élections, les nouveaux représentants de la population seront élus pour les postes à élection populaire :
- Président du Honduras : chef de l’État du Honduras, il exerce les fonctions de direction du Pouvoir exécutif du Honduras, ainsi que celles de commandant général des Forces armées du Honduras.
- 128 députés titulaires au Congrès national du Honduras et 128 suppléants.
- 20 députés titulaires au Parlement centraméricain et 20 suppléants.
- 298 maires et 298 adjoints au maire, ainsi que 2 168[1] conseillers municipaux.

Pour l'organisation des élections primaires et générales, un budget de 1 492 millions de lempiras (60,2 millions de dollars) a été approuvé.

## Système électoral

### Président
Le président du Honduras est élu au scrutin uninominal majoritaire à un tour pour un mandat de quatre ans. Le candidat ayant obtenu le plus grand nombre de voix lors du seul tour de scrutin est déclaré vainqueur. Chaque candidat à la présidence se présente avec trois colistiers, candidats aux 1re, 2e et 3e vice-présidences. La passation de pouvoir a lieu le 27 janvier suivant l’élection, soit en l’occurrence le 27 janvier 2026,.
Bien que la Constitution interdise à un président de briguer un second mandat, cette disposition a été invalidée en 2015 par une décision de la Cour suprême de justice, supprimant ainsi toute limitation du nombre de mandats présidentiels.

### Congrès
Le Congrès national du Honduras est un parlement unicaméral composé de 128 sièges pourvus pour quatre ans au scrutin proportionnel plurinominal avec liste ouverte dans 18 circonscriptions correspondant aux départements du pays. Le nombre de sièges par circonscription varie selon leur population, allant d’un à 23 sièges. Les sièges sont répartis selon le quotient de Hare et la méthode du plus fort reste. Le droit de vote s’acquiert à 21 ans. Il est obligatoire, mais aucune sanction n’est appliquée en cas d’abstention,.

## Élections primaires
Des primaires ont eu lieu le 9 mars 2025 afin d'élire les candidats à la présidence du Honduras, au Congrès national du Honduras et aux mairies pour les partis LIBRE, national et libéral. Onze autres partis, n’ayant pas rempli les conditions pour organiser des primaires, ont sélectionné leurs candidats en interne. Dix candidats se sont présentés à l’investiture présidentielle : deux pour LIBRE, et quatre chacun pour les partis national et libéral. Des retards dans la distribution du matériel électoral ont entraîné l’ouverture tardive de plusieurs bureaux de vote, provoquant de légères manifestations.

### Parti libéral
- Salvador Nasralla, Vice-président du Honduras (2022–2024)  
  - Soutenu par ¡Vamos Honduras! (Allons Honduras!)
- Jorge Cálix, député au Congrès  
  - Soutenu par Juntos Por El Cambio (Ensemble pour le changement)
- Luis Zelaya  
  - Soutenu par Recuperar Honduras (Reconstruire le Honduras)
- Maribel Espinoza, députée au Congrès  
  - Soutenue par Todos Por Honduras (Tous pour le Honduras)

| Candidat          | Partit                    | Votes   | Pourcentage |
| ----------------- | ------------------------- | ------- | ----------- |
| Salvador Nasralla | Parti libéral du Honduras | 381,062 | 58,02%      |
| Jorge Cálix       | Parti libéral du Honduras | 207,968 | 31,67%      |
| Luis Zelaya       | Parti libéral du Honduras | 34,329  | 5,23%       |
| Maribel Espinoza  | Parti libéral du Honduras | 33,382  | 5,08%       |
| Total             | Total                     | 656,741 | 100,00%     |

### LIBRE
- Rixi Moncada, Secrétaire à la Défense Nationale et Secrétaire aux Finances (2022–2024)
  - Soutenu par Alianza Presidecial Rixi Moncada (Alliance présidentielle Rixi Moncada)
- Rasel Tomé, député au Congrès
  - Soutenu par le Movimiento Renovación Nuevas Alternativas (MORENA) (Mouvement Renouvellement Nouvelles Alternatives)

| Candidat     | Parti                  | Votes   | Pourcentage |
| ------------ | ---------------------- | ------- | ----------- |
| Rixi Moncada | Liberté et Refondation | 674,215 | 92,64%      |
| Rasel Tomé   | Liberté et Refondation | 53,568  | 7,36%       |
| Total        | Total                  | 726,783 | 100,00%     |

### National
- Nasry Asfura, maire du District Central (Tegucigalpa) (2014–2022)
  - Soutenu par Papi a la Orden! (Papa à ton service!)
- Ana García Carías, Première dame du Honduras (2014–2022)
  - Soutenue par Avanza por la Justicia y Unidad (AVANZA) (Avance pour la Justice et l’Unité)
- Jorge Alberto Zelaya, député au Congrès
  - Soutenu par Renovación y Unidad Nacionalista (RUN) (Renouvellement de l’Unité Nationaliste)
- Roberto Martínez Lozano
  - Soutenu par  Rescate y Transformación (Sauvetage et Transformation)

| Candidat                | Parti                      | Votes   | Pourcentage |
| ----------------------- | -------------------------- | ------- | ----------- |
| Nasry Asfura            | Parti national du Honduras | 625,893 | 75,84%      |
| Ana García Carías       | Parti national du Honduras | 175,900 | 21,31%      |
| Jorge Alberto Zelaya    | Parti national du Honduras | 15,816  | 1,92%       |
| Roberto Martínez Lozano | Parti national du Honduras | 7,654   | 0,93%       |
| Total                   | Total                      | 825,256 | 100,00%     |

## Candidats à la présidence
Affichés selon leur position sur le bulletin de vote présidentiel.
| Parti                                                    | Position politique | Idéologie                                                                       | Candidat à la présidence                                                     | Postes précédents | Candidats au poste de délégué présidentiel                                                           | Réf.   |
| -------------------------------------------------------- | ------------------ | ------------------------------------------------------------------------------- | ---------------------------------------------------------------------------- | --- | --- | ------ |
| Parti Démocrate Chrétien (DC)                            | Centre-droit       | Démocratie chrétienne, humanisme chrétien, conservatisme, américanisme          | Mario "Chano" Rivera Callejas (publicitaire et entrepreneur dans les médias) | - Propriétaire de la chaîne de télévision Q'Hubo TV, où il travaille aussi comme présentateur et analyste politique. - Conseiller du District Central (2006–2010) pour le Parti National du Honduras (PNH) | 1. Gracia María Zelaya Macay 2. Juan Carlos López Orellana 3. Olga Lizeth Espinoza Pinoth            | [ 10 ] |
| Parti Liberté et Refondation (LIBRE)                     | Gauche             | Social-démocratie, populisme de gauche, socialisme du XXIe siècle, progressisme | Rixi Moncada (avocate)                                                       | - Ministre de la Défense Nationale (2024–2025) - Ministre du Secrétariat aux Finances (2022–2024) - Conseillère du Conseil National Électoral (CNE) (2019–2022) - Directrice de l’Entreprise Nationale d’Énergie Électrique (ENEE) (2008–2009) - Ministre du Travail et de la Sécurité Sociale (2006–2008) | 1. Eduardo Enrique Reina García 2. Angélica Lizeth Álvarez Morales 3. José Armando Orellana Romero   | [ 11 ] |
| Parti social-démocrate d'Innovation et d'Unité (PINU-SD) | Centre-gauche      | Social-démocratie, progressisme                                                 | Jorge Nelson Ávila Gutiérrez (économiste)                                    | - Conseiller présidentiel (2006–2009). - Candidat à la présidence pour le parti M5J-LIBRE (2017 et 2021). | 1. Iris Elizabeth Vigil Zelaya 2. Miguel Antonio Aragón Carrasco 3. Ana Lucía Galdámez Castellanos   | [ 12 ] |
| Parti libéral du Honduras (PLH)                          | Centre             | Libéralisme social, populisme, social-démocratie, conservatisme libéral         | Salvador Nasralla (présentateur et ingénieur civil industriel)               | - Premier Vice-Président (2022–2024) - Candidat à la présidence, Alliance d’Opposition Contre la Dictature (LIBRE/PINU-SD) (2017) - Candidat à la présidence, Parti Anti-Corruption (PAC) (2013) | 1. Mirna Jaqueline Raudales Hernández 2. Marco Tulio Medina Hernández 3. Vera Sofía Rubí Ávila       | [ 6 ]  |
| Parti national du Honduras (PNH)                         | Droite             | Conservatisme, nationalisme, populisme de droite, néolibéralisme                | Nasry Asfura (ingénieur civil et entrepreneur)                               | - Candidat à la présidence du Parti National (2021) - Maire du District Central (2014–2022) - Représentant pour le Département de Francisco Morazán (2010-2014) - Directeur du FHIS (2010-2011) - Conseiller du District Central (2006-2010) - Administrateur de la Mairie du District Central (1998–2002) - Responsable des Services Publics à la Mairie du District Central (1994–1998) - Procureur Municipal du District Central (1990–1994) | 1. María Antonieta Mejía Sánchez 2. Carlos Alfredo Flores Guifarro 3. Diana Baleska Herrera Portillo | [ 6 ]  |